# Atyria hypocyanea
Atyria hypocyanea är en fjärilsart som beskrevs av W. Warren 1897. Atyria hypocyanea ingår i släktet Atyria och familjen mätare. Inga underarter finns listade i Catalogue of Life.